# El Cuajilote, San Lucas
El Cuajilote är en ort i Mexiko.   Den ligger i kommunen San Lucas och delstaten Michoacán de Ocampo, i den södra delen av landet, 200 km sydväst om huvudstaden Mexico City. El Cuajilote ligger 276 meter över havet och antalet invånare är 471.
Terrängen runt El Cuajilote är kuperad västerut, men österut är den platt. Runt El Cuajilote är det ganska tätbefolkat, med 60 invånare per kvadratkilometer. Närmaste större samhälle är Ciudad Altamirano, 11,3 km söder om El Cuajilote. Omgivningarna runt El Cuajilote är en mosaik av jordbruksmark och naturlig växtlighet.